# 필리프 보종
필리프 보종(프랑스어: Philippe Bozon, 1966년 11월 30일 ~ )은 프랑스의 은퇴한 아이스하키 선수이자 현역 지도자이다.